# الإضراب الزراعي البيروي 2018
الإضراب الزراعي البيروفي 2018 كانت سلسلة من الاحتجاجات السلمية في البداية التي وقعت في الفترة من 9 يناير إلى 11 فبراير في جزء كبير من أراضي بيرو. نفذ الإضراب مزارعون مستقلون متوسطون وصغار، وطالبوا الحكومة بإعلان حالة الطوارئ للقطاع الزراعي بسبب أوجه القصور الخطيرة في الإنتاج والتجارة، وخاصة في قطاع البطاطس. في 30 يناير 2018 تحولت التظاهرات إلى أعمال عنف وامتدت إلى إدارات لم تمتثل للإضراب في البداية، خلفت الاشتباكات بين الشرطة الوطنية البيروفية والمتظاهرين قتيلين وأضرارًا مادية خطيرة في المنطقة بأكملها.

## خلفية
منذ صعود بيدرو بابلو كوتشينسكي إلى السلطة في عام 2016 شاركت بيرو في احتجاجات مختلفة من مناطق مختلفة، مثل قطاعي التعليم والصحة، وردود الفعل على العفو عن الرئيس السابق ألبرتو فوجيموري في بداية يناير 2018، وفي في الوقت نفسه تجددت الأزمة السياسية التي ابتليت بها البلاد.
نشأت الاحتجاجات عندما انهار سعر البطاطس الوطني بشكل كبير بسبب انخفاض أسعار نفس النوع المصدر من الخارج بموجب اتفاقيات التجارة الحرة التي وقعتها بيرو. دعا المزارعون إلى إعادة التفاوض على اتفاقيات التجارة الحرة والتعويضات الاقتصادية الناتجة عن خسارة المبيعات.

## الإضراب
في 9 يناير أعلنت اللجنة الوطنية لمنتجي البطاطس عن بدء الإضراب باحتجاجات هادئة في عدة مدن في المرتفعات الوسطى في بيرو. بعد اتفاق بين المزارعين والحكومة توقفت المظاهرات. في 25 يناير توقع المضربون وصول ممثلي الحكومة مثل رئيس مجلس الوزراء مرسيدس أراوز فرنانديز ووزير الزراعة والري خوسيه أريستا. لكن في اليوم المتفق عليه لم يصلوا، وتم إرسال ممثلين عن كل منظمة حكومية مكانهم، وأعلن المضربون نتيجة لذلك أن الإضراب سيستأنف في 30 يناير ولكن بطريقة عنيفة.
في 30 يناير قام المتظاهرون بإغلاق الطرق السريعة وإحراق منشآت الدولة في جميع الدوائر، وفي هذه الحالة تم الإبلاغ عن مقتل شخصين وإصابات عديدة. في 2 فبراير توصلت المرحلة الرئيسية للجنة الوطنية لمنتجي البطاطس إلى اتفاق مع الحكومة لرفع الإضراب. تم جعل هذا الإجراء رسميًا فقط في مقاطعة أياكوتشو وبعض المقاطعات التابعة للإدارات الأخرى، وذلك لأن إجراءات المقاطعات الأخرى تظهر مخالفة للحكم. في وقت لاحق من نفس الشهر، أياكوتشو ومناطق أخرى بحكم الأمر الواقع ستعيد البطالة من قبل أغلبية المضربين الذين لم يعرفوا ما تم الاتفاق عليه مع الحكومة.
في 11 فبراير تمكنت الحكومة البيروفية من التوصل إلى اتفاق لشراء المنتجات تتجاوز كميات إنتاج المضربين، وقام كل من المنشقين واللجنة الوطنية لمنتجي البطاطس برفع الإضراب.